# Prédictions pour décembre 2012
Cet article concerne les prédictions pour décembre 2012. Pour l'année, voir 2012. Pour le film, voir 2012 (film).

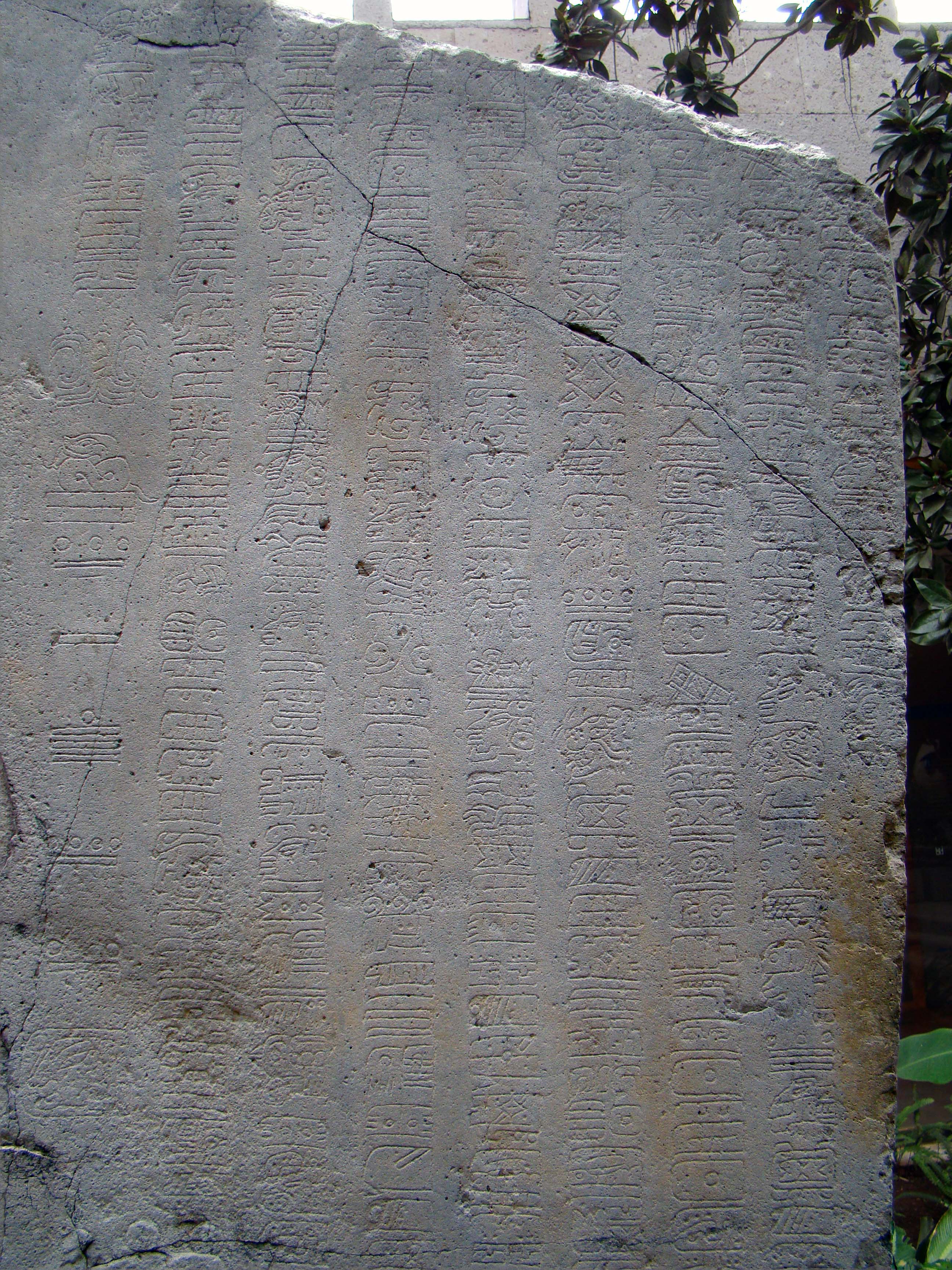
Détail de la stèle de La Mojarra comportant une date en compte long.

Les prédictions pour décembre 2012 sont plusieurs annonces de grands changements pour le 21 décembre 2012,,,. Cette date, qui marque à l'origine la fin des 5 125 années d'un cycle du compte long du calendrier maya, a été interprétée par certains comme la fin définitive de ce calendrier.
L'interprétation New Age de cette transition postule que cette date était censée marquer le début d'une nouvelle ère au cours de laquelle la Terre et ses habitants devaient connaître une transformation spirituelle ou physique radicale. Selon d'autres, le 21 décembre 2012 marquait la fin du monde ou une catastrophe similaire. Parmi les différents scénarios évoqués, on peut citer un maximum du cycle solaire ou une collision de la Terre avec un trou noir, un objet géocroiseur ou l'hypothétique planète Nibiru.
Au fur et à mesure que ces prédictions ont été médiatisées, de plus en plus de spécialistes de diverses disciplines ont expliqué en quoi ces annonces de changements reposaient sur des informations erronées ou des hypothèses irrationnelles. Les mayanistes ont avancé que des prédictions concernant une catastrophe n'ont été trouvées dans aucun codex maya existant et que l'idée de la « fin » du compte long du calendrier maya en 2012 était une mauvaise interprétation de l'histoire et de la culture maya,,,. Les astronomes ont qualifié ces prédictions de pseudo-science et ont fait remarquer qu'elles étaient contredites par de simples observations astronomiques.

## Compte long du calendrier mésoaméricain
Décembre 2012 marquerait la fin d'un baktun, une unité de temps employée dans le compte long du calendrier mésoaméricain qui était utilisé en Amérique centrale avant l'arrivée des Européens. S'il est probable que le compte long ait été inventé par les Olmèques, il est devenu indissociable de la civilisation maya dont la période classique s'étendit du IIIe au IXe siècle ap. J.-C.. L'écriture maya a été largement déchiffrée et un corpus de leurs écrits datant d'avant la conquête espagnole nous est parvenu.
À la différence de la roue calendaire de 52 ans toujours utilisée de nos jours par les Mayas, le compte long était linéaire plutôt que cyclique et mesurait le temps à l'aide d'un système basé sur des unités de 20 : 20 jours font un uinal, 18 uinals (360 jours) font un tun, 20 tuns font un katun et 20 katuns (144 000 jours ou environ 394 ans) font un baktun. Ainsi la date maya du 8.3.2.10.15 représente 8 baktuns, 3 katuns, 2 tuns, 10 uinals et 15 jours,.

### Apocalypse

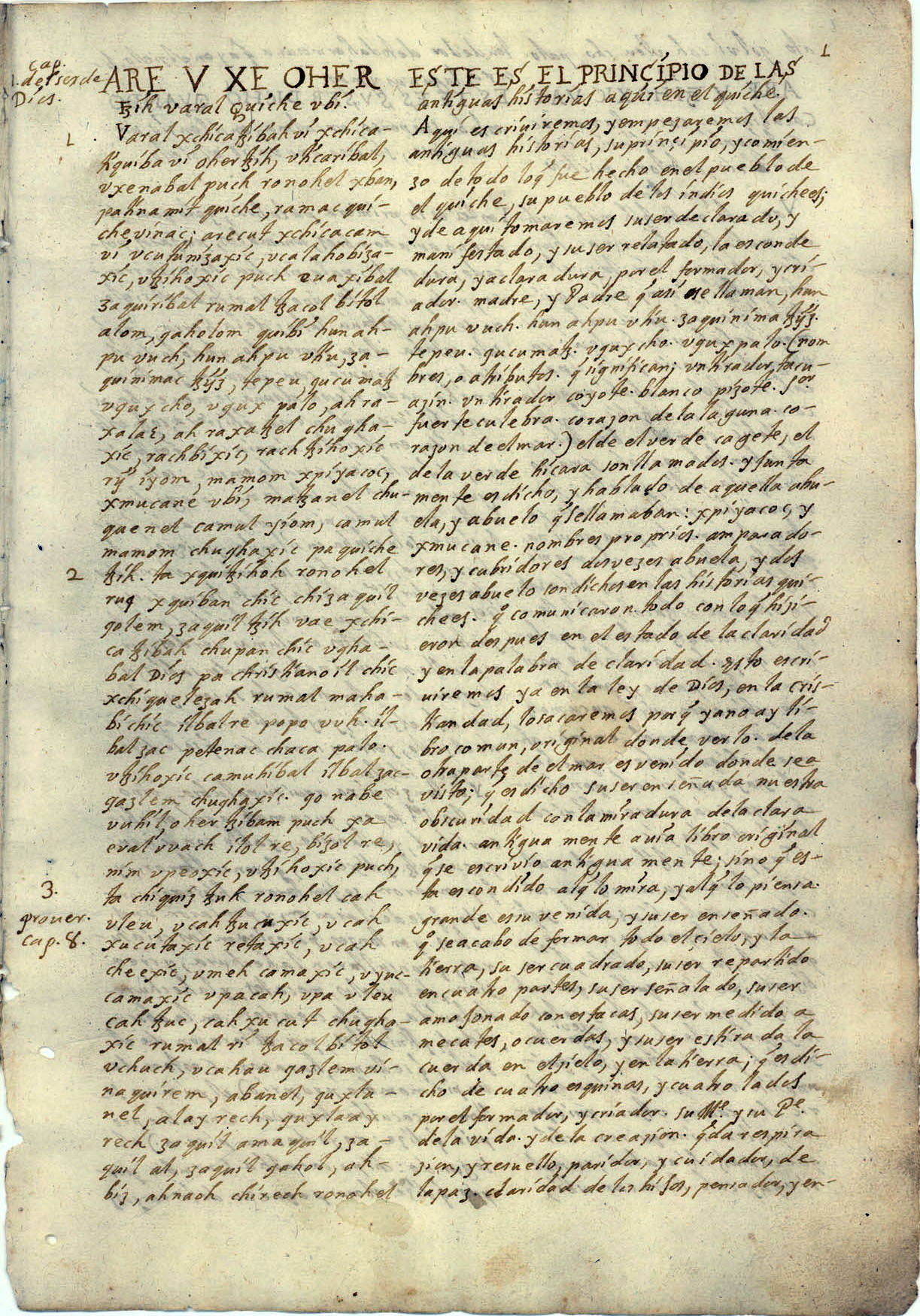
Le plus ancien manuscrit du Popol Vuh datant de 1701.

Il existe une forte tradition d'« âges du monde » dans la littérature maya, mais les documents ont été déformés, ouvrant la voie à de nombreuses interprétations. Selon le Popol Vuh, une compilation des mythes de la cosmogonie du peuple Quiché, nous sommes actuellement dans le quatrième monde. Le Popol Vuh décrit les créations divines de trois mondes ayant échoué, suivies par celle d'un quatrième monde créé avec succès. C'est dans ce monde que l'humanité fut placée. Dans le compte long maya, l'ancien monde se termina après 13 baktuns, soit environ 5 125 années[a]. La « date zéro »[b] du compte long marquant la fin du troisième monde et le début du quatrième monde a été située à une date correspondant au 11 août 3114 av. J.-C. dans le calendrier grégorien proleptique[c]. Cela signifie que le quatrième monde atteindra la fin de son 13e baktun ou la date maya du 13.0.0.0.0 le 21 décembre 2012[c]. En 1957, la mayaniste et astronome Maud Worcester Makemson écrivit que l'« achèvement de la Grande Période de 13 baktuns aurait été d'une importance extrême pour les Mayas ». En 1966, Michael D. Coe écrivit dans The Maya qu'il « y a une suggestion ... que l'Armageddon frapperait les peuples dégénérés du monde et toute la création le dernier jour du 13e [baktun]. Par conséquent ... notre univers actuel [serait] annihilé [en décembre 2012][d] lorsque le Grand Cycle du Compte Long atteindra son terme. »

#### Associations antérieures
Les premières associations des croyances Mayas avec les dates eschatologiques par les Européens remontent à l'époque de Christophe Colomb qui rédigeait un ouvrage intitulé Libro de las profecias durant son voyage en 1502 lorsqu'il entendit parler pour la première fois des « Maia » à Guanaja, une île au nord de la côte du Honduras. Influencé par les écrits de l'évêque Pierre d'Ailly, Colomb croyait que sa découverte des terres « les plus éloignées » (et par extension des Mayas) était prophétisée et aboutirait à l'Apocalypse. Les peurs de la fin du monde étaient répandues durant les premières années de la conquête espagnole en références aux prédictions astrologiques concernant un second Déluge pour l'année 1524.
Au début des années 1900, le spécialiste allemand Ernst Förstemann interpréta la dernière page du codex de Dresde comme une représentation de la fin du monde lors d'un déluge cataclysmique. Il fit référence à la « destruction du monde », à l'« apocalypse » et à la « fin du monde » mais il n'évoque pas le 13e baktun ou 2012 et il n'est pas certain qu'il faisait référence à un événement futur. Ses idées furent reprises par l'archéologue Sylvanus Morley, qui paraphrasa directement Förstemann et ajouta ses propres embellissements en écrivant : « Finalement, sur la dernière page du manuscrit est représentée la Fin du Monde ... Ici, en effet, est représenté en images l'engloutissement final » sous la forme d'un Déluge. Ces commentaires furent ensuite repris dans le livre de Morley The Ancient Maya dont la première édition fut publiée en 1946.

### Objections de l'histoire
L'interprétation de Michael D. Coe sur un éventuel Armageddon fut reprise par d'autres spécialistes jusqu'au début des années 1990. En revanche, des recherches ultérieures avancent que si la fin du 13e baktun serait peut-être un moment de célébrations, elle ne marque pas la fin du calendrier. Le mayaniste Mark Van Stone déclare qu'« il n'y a rien dans les prophéties mayas, aztèques ou mésoaméricaines qui suggère qu'ils prophétisaient un changement soudain ou massif quelconque en 2012 » ; et que « la notion d'un « Grand Cycle » arrivant à son terme est une invention purement moderne ». En 1990, les mayanistes Linda Schele et David Freidel pensent que les Mayas « ne considéraient pas cela comme la fin de la création comme beaucoup l'ont suggéré ». Susan Milbrath, conservatrice du département de l'art et de l'archéologie latino-américaine au Florida Museum of Natural History déclara : « nous n'avons aucun document ou connaissance qui suggère que les Mayas pensaient que le monde arriverait à un terme » en 2012. Pour Sandra Noble, directrice de la Fondation pour la Promotion des Études Mésoaméricaines, les prédictions pour 2012 sont « une invention complète et une opportunité pour de nombreuses personnes d'en tirer profit ». « Il y aura un autre cycle » déclara E. Wyllys Andrews V, directeur de l'institut de recherche sur l'Amérique centrale de l'université Tulane. « Nous savons que les Mayas pensaient qu'il y en avait eu un avant celui-ci et cela implique qu'ils étaient à l'aise avec l'idée d'un autre après celui-ci. ».

### Découverte sur le site de Xultún
Une découverte en mars 2010 de peintures murales, de hiéroglyphes et du plus ancien calendrier lunaire maya (1 200 ans) sur le site de Xultún, révélés en mai 2012 par Science, est venu par ailleurs contredire la date de décembre 2012 comme fin du monde, voire d'un cycle, les murs étant couverts de calculs allant au-delà de cette date, certains jusqu'à 7 000 ans.

### Dates situées après le 13e baktun

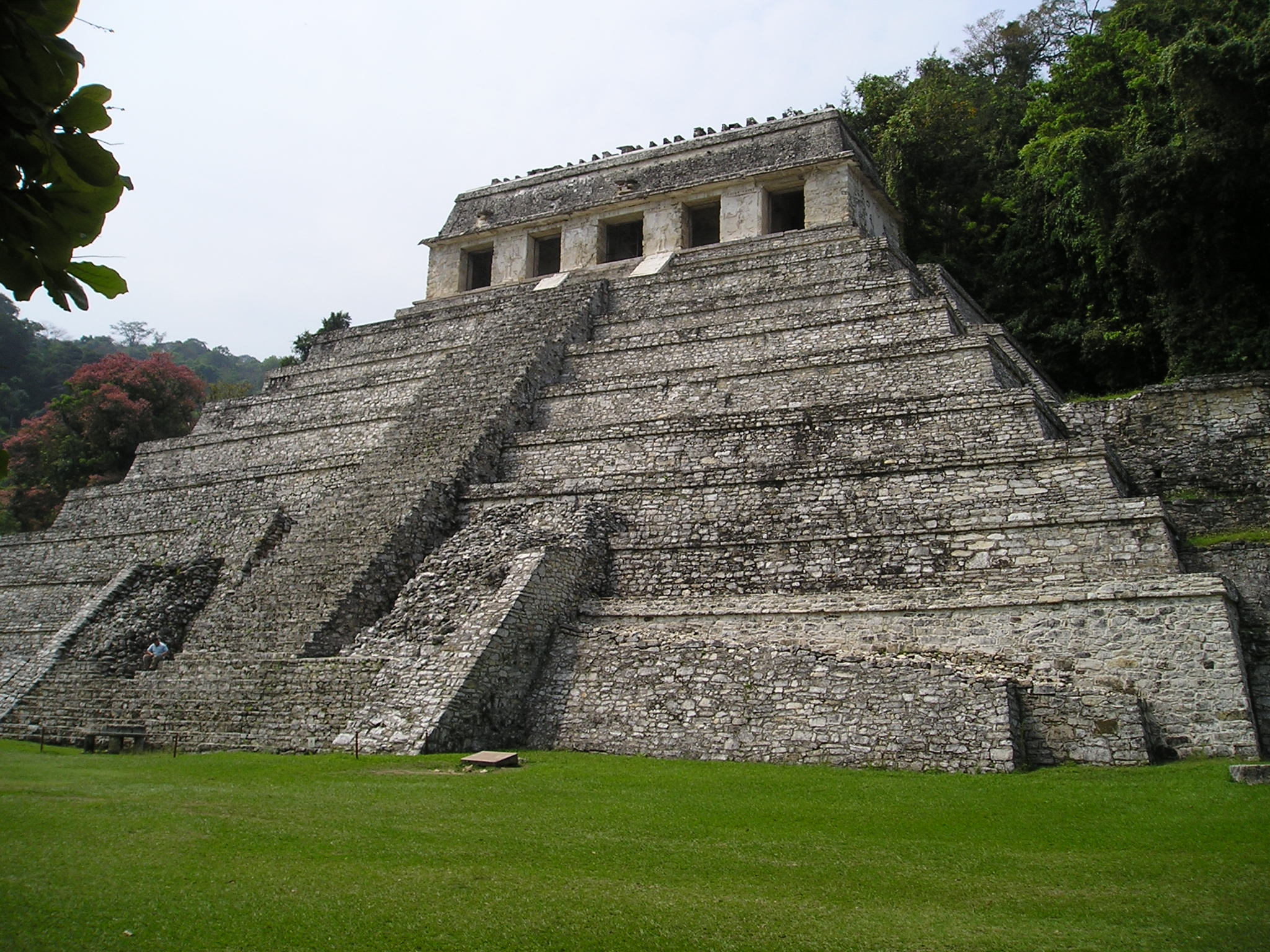
Pyramide des inscriptions de Palenque

#### Précession

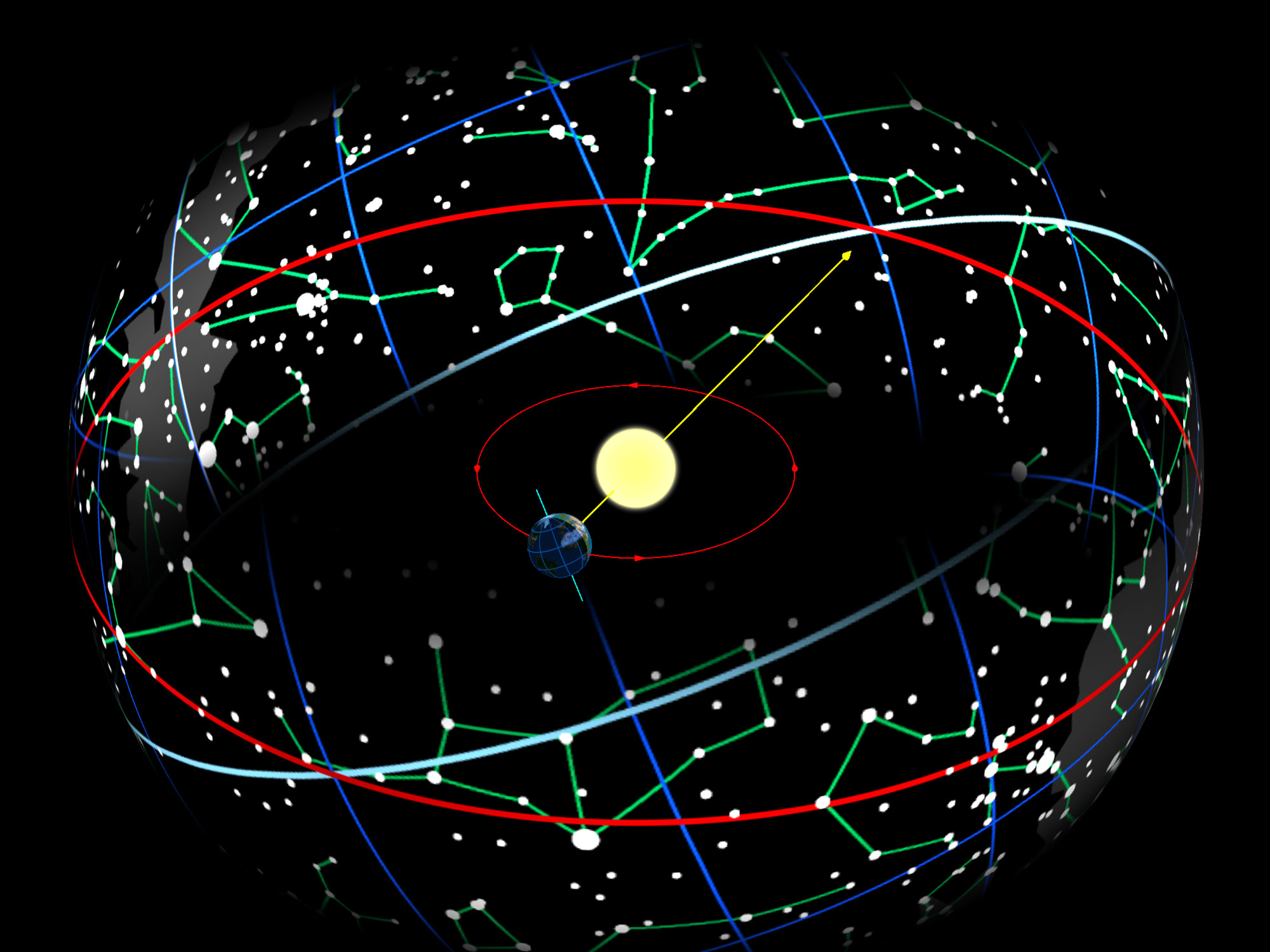
Depuis la Terre, le Soleil semble traverser le ciel à travers les douze constellations du zodiaque.

#### Un alignement annonciateur d'une transition spirituelle

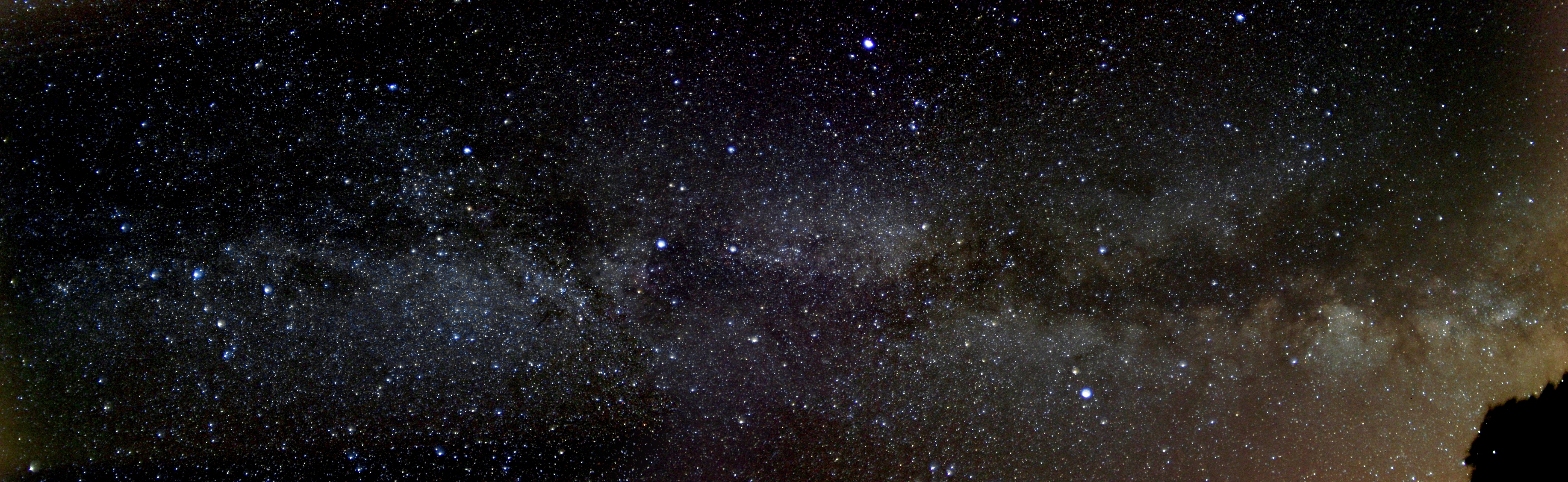
La Voie lactée près de la constellation du Cygne montrant la zone du grand rift (à droite) que les Mayas appelaient Xibalba be ou « route noire ».

### Timewave zero et le Yi Jing

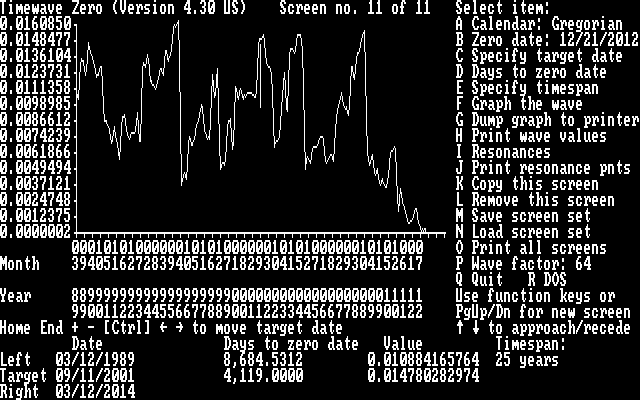
Image du logiciel Timewave zero

### Autres concepts

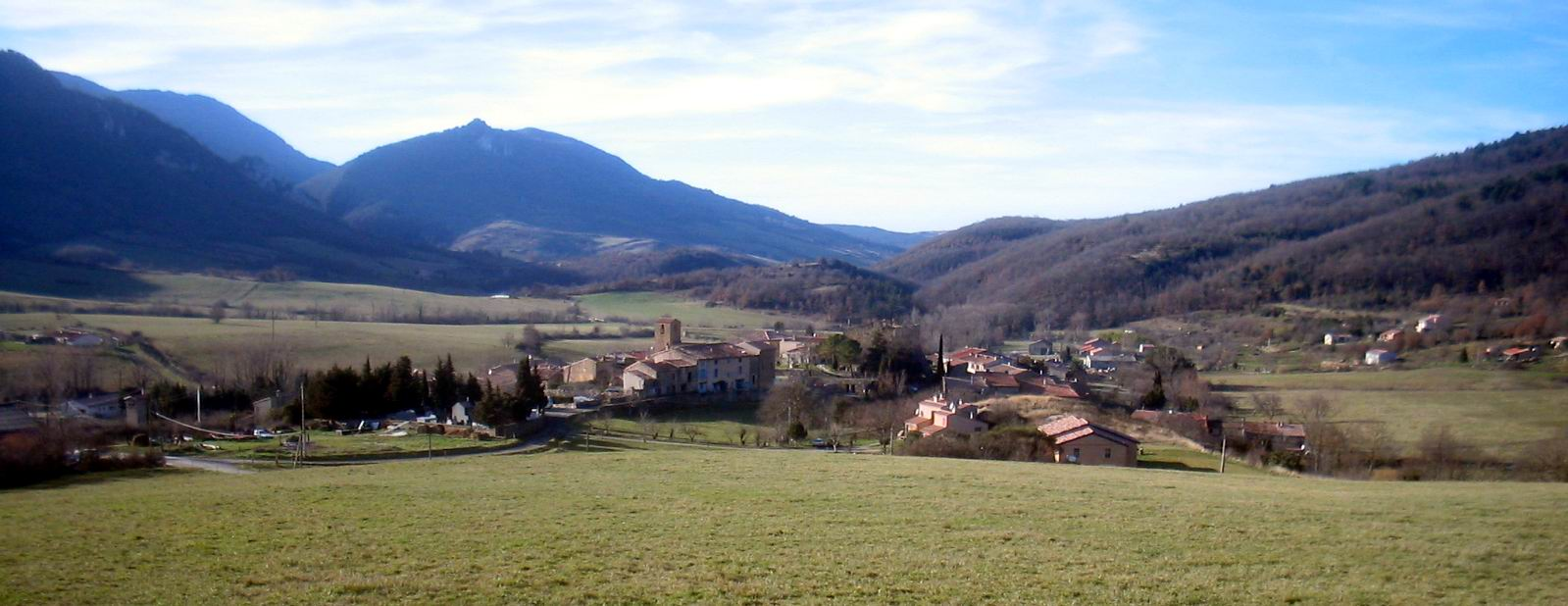
Le pic de Bugarach près de Camps-sur-l'Agly en France ; un point de rassemblement de ceux qui croient à une grande transition en 2012.

## Théories cataclysmiques

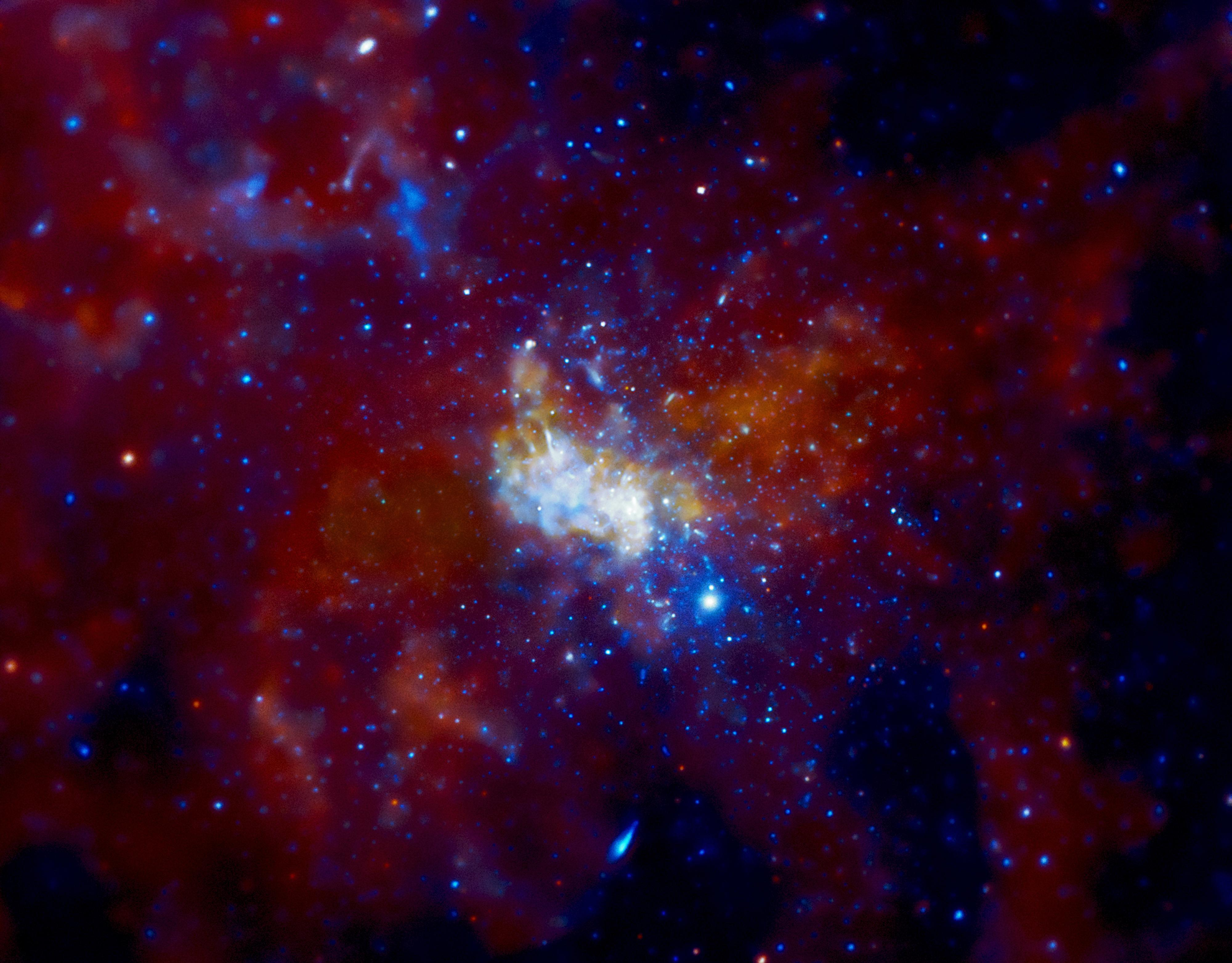
Image de Sagittarius A* prise par le télescope Chandra.

### Autres catastrophes

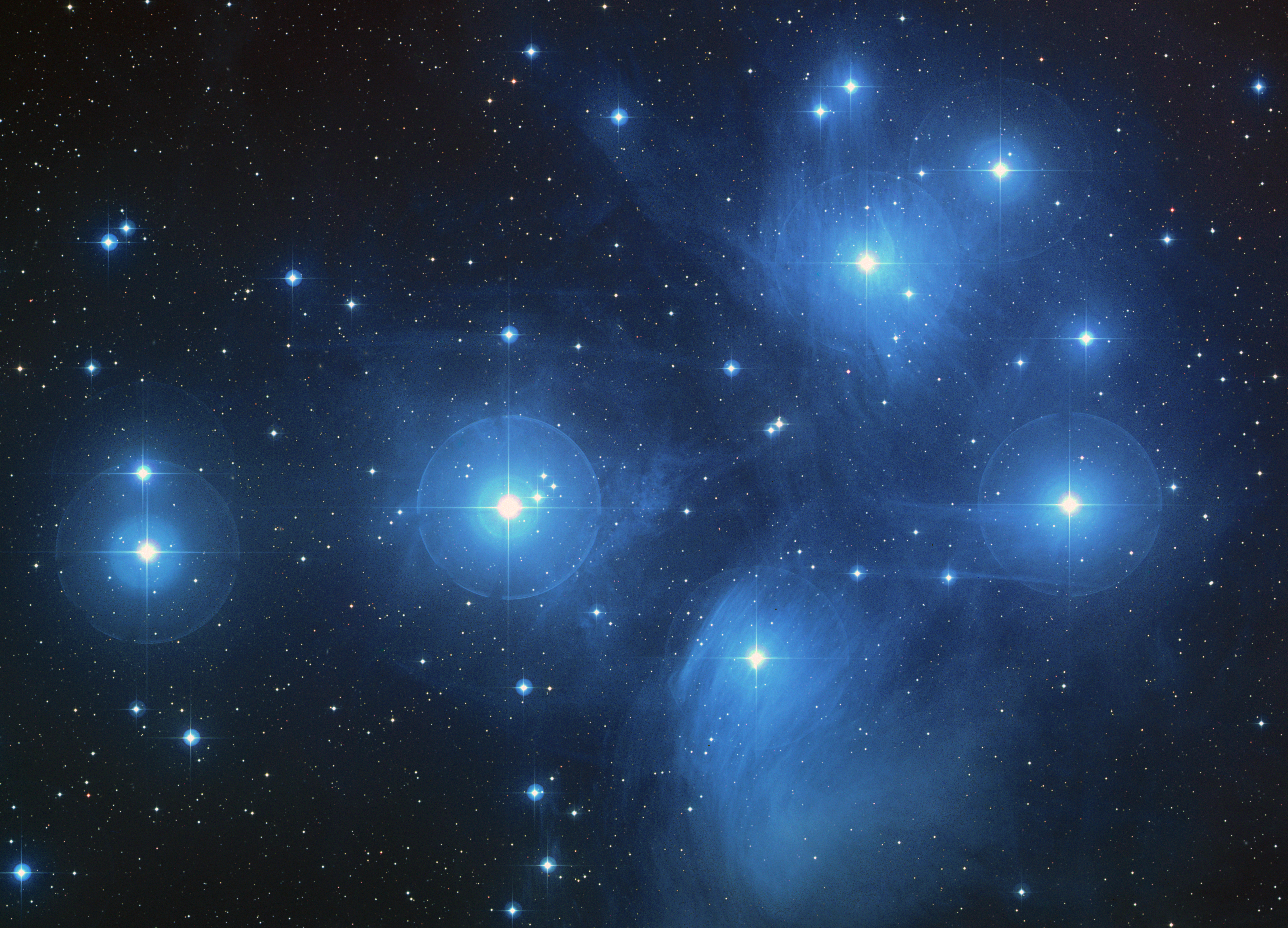
Les Pléiades, un amas stellaire dont l'influence supposée est parfois liée aux prédictions de 2012.